# Mudathir El Tahir
Pour les articles homonymes, voir Tahir.
Mudathir Eltaib Ibrahim El Tahir (arabe : مدثر الطيب إبراهيم الطاهر), né le 23 juillet 1988 au Soudan, est un joueur de football international soudanais.
Il évolue au poste d'attaquant avec le club soudanais d'Al Hilal Omdurman.

## Biographie

### En club
Au cours de la saison 2009, il inscrit 20 buts, et se classe second meilleur buteur du championnat soudanais.
Il participe à de nombreuses reprises à la Ligue des champions de la CAF et à la Coupe des confédérations. Il atteint à plusieurs reprises les demi-finales de ces compétitions.

### En équipe nationale
El Tahir reçoit 49 sélections en équipe du Soudan entre 2007 et 2016, inscrivant onze buts.
Il joue son premier match en équipe nationale le 9 septembre 2007, contre la Tunisie (victoire 3-2).
Il participe avec l'équipe du Soudan à la Coupe CECAFA des nations en 2007. Le Soudan remporte cette compétition en battant le Rwanda en finale. El Tahir inscrit un but lors de cette finale.
Il participe ensuite avec le Soudan à la Coupe d'Afrique des nations 2012. Lors de cette compétition, il inscrit un doublé contre le Burkina Faso. Le Soudan est éliminé en quart de finale par la Zambie.
Il dispute ensuite la Coupe CECAFA des nations 2012. Il participe également aux éliminatoires du mondial 2010 et aux éliminatoires du mondial 2014.

## Palmarès

### Club
- Al Hilal Omdurman
  - Championnat du Soudan en 2009, 2010, 2012, 2014 et 2016
  - Vainqueur de la Coupe du Soudan en 2009, 2011 et 2016

### International
- Soudan
  - Vainqueur de la Coupe CECAFA des nations en 2007